# 蓑茂寿太郎
蓑茂 寿太郎（みのも としたろう、1950年2月23日 - ）は、日本の造園学者、農学者、熊本県立大学理事長（初代）。農学博士。造園学・都市農村計画・環境計画・公園計画を専門としている。東京農業大学名誉教授、熊本県立大学名誉フェロ―、公園財団理事長、熊本市都市政策研究所所長、熊本県立大学客員教授。日本造園学会名誉会員、日本都市計画学会名誉会員

## 来歴
東京農業大学を卒業し、東京農業大学地域環境科学部教授、造園科学科長、大学院農学研究科造園学専攻主任教授、副学長、学校法人東京農業大学理事を歴任。その他に（社）日本造園学会会会長、（社）日本都市計画学会副会長、農村計画学会副会長を歴任。建設省都市計画中央審議会専門委員、国土交通省国家試験委員等を歴任。2006年から2012年まで熊本県立大学理事長（初代）に就任する。日本学術会議連携会員。登録ランドスケープアーキテクト（ＲＬＡ）総合管理委員会初代委員長
として同制度の創設に尽力した。一般社団法人ランドスケープアーキテクト連盟会長(初代)。
日本都市計画学会賞(論文奨励賞)受賞、日本公園緑地協会北村賞受賞。日本造園学会上原敬二賞受賞。日本公園緑地協会佐藤国際交流賞受賞。

1988年　東京農業大学 農学博士　論文の題は「都市公園の配置に関する計画学的研究」。

## 略歴
- 1950年 - 熊本県球磨郡あさぎり町に生まれる。
- 1968年　ｰ 熊本県立人吉高等学校卒業
- 1973年 - 東京農業大学農学部造園学科卒業。
- 1995年 - 東京農業大学教授。
- 2004年 - 東京農業大学副学長。
- 2006年 - 公立大学法人熊本県立大学理事長、熊本県立大学教授、東京農業大学客員教授。
- 2012年3月31日 - 熊本県立大学理事長退任。
- 2012年4月　熊本県立大学客員教授
- 2012年4月1日一般財団法人・非営利型　公園財団理事長。

この間、東京都立大学 (1949-2011)、首都大学東京、昭和女子大学、早稲田大学芸術学校で非常勤講師を務める。
- 2016年4月　東京農業大学名誉教授

## 社会的活動
日本造園学会会長、日本都市計画学会副会長、都市環境デザイン会議、農村計画学会副会長、実践総合農学会常任理事等として活動のほか、東京都公園審議会、神奈川県都市計画審議会、港区都市計画審議会、世田谷区都市計画審議会、茅ヶ崎市景観審議会、熊本県観光審議会委員、都市緑化基金評議員等を務める。
社団法人日本公園緑地協会理事（2012年まで）、社団法人日本造園建設業協会理事、財団法人公園緑地管理財団（現公園財団）理事長、ランドスケープコンサルタンツ協会顧問、都市緑化技術開発機構学術顧問。